# Albert Mousset
Pour les articles homonymes, voir Mousset.
Henri Albert Mousset est un journaliste et historien français né le 18 septembre 1883 à Paris où il est mort le 18 mars 1975.

## Biographie
Albert Mousset est archiviste paléographe (promotion 1908). De 1912 à 1913, il devient pensionnaire de la Casa de Velázquez à Madrid aux côtés de Charles Dugas et de Jean-Henri Probst. 
Il fut directeur de l'agence télégraphique « L'Information » puis de 1934 à 1940 directeur de l'Agence Fournier et de l'Agence Radio. Il a traduit L'Idiot de Dostoievski en français.
Il siégea aussi avec Pierre Dane, son fondateur, à l'Office français d'informations culturelles crée en 1953.
L’Académie française lui décerne le prix Montyon en 1931 pour Les Francines, le prix Alfred-Née en 1948 et le prix Gustave Le Métais-Larivière en 1955.

## Distinctions
- Commandeur de la Légion d'honneur.

## Ouvrages
- e P. Collemant, 1909
- L'Albanie devant l'Europe 1912-1929, Delagrave, (1930)
- Paradoxes : Et Anticipations Sur Le Sort De L'Europe, Maisons Alfort, 1952
- HISTOIRE D'ESPAGNE, société d'éditions françaises et internationales, 1947
- Les antiquités de la grèce. olympie et les jeux grecs, Albert Guillot, 1960
- Quelques exemples de paris "cet inconnu", 1956
- Histoire de russie, société d'éditions françaises et internationales, 1945
- L'étrange histoire des convulsionnaires de Saint-Médard, Editions de Minuit, (1953)
- La petite entente - ses origines, son histoire, ses connexions, son avenir, Bossard, 1923
- Olympie et les jeux grecs, Albert Guillot, 1960
- PETITE HISTOIRE DES GRANDS MONUMENTS DE PARIS, AMIOT-DUMONT, 1950
- Le monde slave, société d'éditions françaises et internationales, 1946
- Le royaume Serbe Croate Slovène, éditions Bossard, 1926.
- La petite entente/ ses origines son histoire ses connexions son avenir, Bossard, 1923
- ENVIRON DE PARIS, Hachette, 1914
- MEMOIRES DE LA SOCIETE DE L'HISTOIRE DE PARIS ET DE L'ILE-DE-FRANCE, TOME LI - LES FRANCINE CREATEURS DES EAUX DE VERSAILLES INTENDANTS DES EAUX ET FONTAINES DE FRANCE DE 1623 A 1784, E. Champion, 1930
- Une paix ou la paix ? Les Editions de la Nouvelle France, 1946
- avec Geneviève Tabouis, Paris sous l'ennemi. de césar à bismarck, Nouvelles Latines, 1951
- avec Geneviève Tabouis, Quand Paris résiste : L'occupation romaine, Paris sous les Anglais, l'occupation espagnole, l'occupation des Alliés, les Prussiens en 1871, 1951
- avec Henri Prost, Destin de la Roumanie, 1954
- Un drame historique. L'attentat de Sarajevo, sous titré: documents inédits et texte intégral des sténogrammes du procès : avec huit planches hors-texte et un plan, Payot, 1930
- "Documents pour servir à l'histoire de la maison de Kergorlay en Bretagne". Paris, H. Champion, 1921

en anglais
- The World of the Slavs, London Stevens, 1950